# Strada Statale 3 Via Flaminia
Die Strada Statale 3 Via Flaminia, bzw. Strada Regionale 3 Via Flaminia (Abkürzung: SS 3, bzw. SR 3) ist eine italienische Fernverkehrsstraße in den italienischen Regionen Latium, Umbrien und Marken. 

## Geschichte
Die SS 3 folgt heute großteils in ihrer gesamten Strecke den Verlauf der alten gleichnamigen Konsularstraße Via Flaminia. Diese wurde bereits 220 bis 219 v. Chr. gegründet und verbindet seitdem Rom mit der Adriaküste. (Geschichte siehe Via Flaminia / Geschichte)

## Verwaltung
Bis 2001 war die Via Flaminia von der Hauptstadt Rom bis Fano an die Adriaküste als Staatsstraße SS 3 ausgewiesen. Aufgrund des Decreto Legislativo n. 112 del 1998 wurde die Zuständigkeit an die Regionen Latium, Umbrien und Marken übertragen.
Nach Verhandlungen zwischen der ANAS und der Region Umbrien wurden die Abschnitte zwischen km 67 und 93, 103 und 173 sowie 195 und 197 wieder an die ANAS zurückgegeben und als Schnellstraße ausgebaut.
Im Latium wird die Via Flaminia als SR 3 von der ASTRAL verwaltet.
In den Marken wird sie als SP 3 von der Provinz Pesaro und Urbino verwaltet.
Auch wenn die Via Flaminia weiterhin als Fernverkehrsstraße mit einheitlicher Nummerierung fungiert und wahrgenommen wird, wird sie damit heute von drei verschiedenen Körperschaften in verschiedenen Hierarchien betrieben.

## Verlauf
Die SR 3 beginnt in Rom am Piazzale Flaminio. Anschließend überquert sie auf dem Ponte Flaminio den Tiber und führt nordwärts bis zum Grande Raccordo Anulare, der Autobahnumfahrung Roms. 
Den nächsten Abschnitt folgt die Via Flaminia nahe den Verlauf des Tibers und führt durch Latium nordwärts an Civita Castellana vorbei. 
Bei Magliano Sabina kreuzt sie sich mit der A1. Hier überquert sie ein weiteres Mal den Tiber und führt weiter, nun in Umbrien als SS 3, bis nach Narni. Nördlich der Stadt ist sie für ca. 20 km sechsspurig ausgebaut. Hier zweigt nordwärts die SS 3 bis  ab, die über Perugia nach Ravenna führt. 
Nach wenigen weiteren Kilometern wird die Stadt Terni erreicht, zugleich Hauptstadt der gleichnamigen Provinz.
Hinter Terni endet der vierspurige Ausbau und die SS 3 führt über den Valico della Somma mit 646 m. Die nächste größere Ortschaft entlang der Via Flaminia ist Spoleto, hier beginnt der nächste vierspurige Ausbau. Weiter nach Norden erreicht sie Foligno, wo sie sich mit der SS 77 kreuzt. Bereits nach wenigen Kilometern zweigt die SS 75 über Assisi nach Perugia ab. 
Zwischen Foligno und Nocera Umbra gibt es nur einen zweispurigen Ausbau, zwischen Nocera Umbra und der Kreuzung mit der SS 76 ist sie wiederum vierspurig ausgebaut. In weiterer Folge führt sie wieder zweispurig bei Sigillo und Scheggia, wo eine Abzweigung nach Gubbio besteht. Im weiteren Verlauf liegt sie bereits in den Marken und führt als SP 3 bei Cantiano und Cagli vorbei und quert den Apennin. Ab Acqualagna bis Fossombrone ist die SP 3 wieder vierspurig ausgebaut. Ab dort führt sie als untergeordnete Straße bis zu ihrem Endpunkt in Fano. Auf dem letzten Streckenabschnitt übernimmt die parallel führende vierspurige SS 73bis die Rolle als Fernverkehrsstraße.